# 黙示録のラッパ吹き

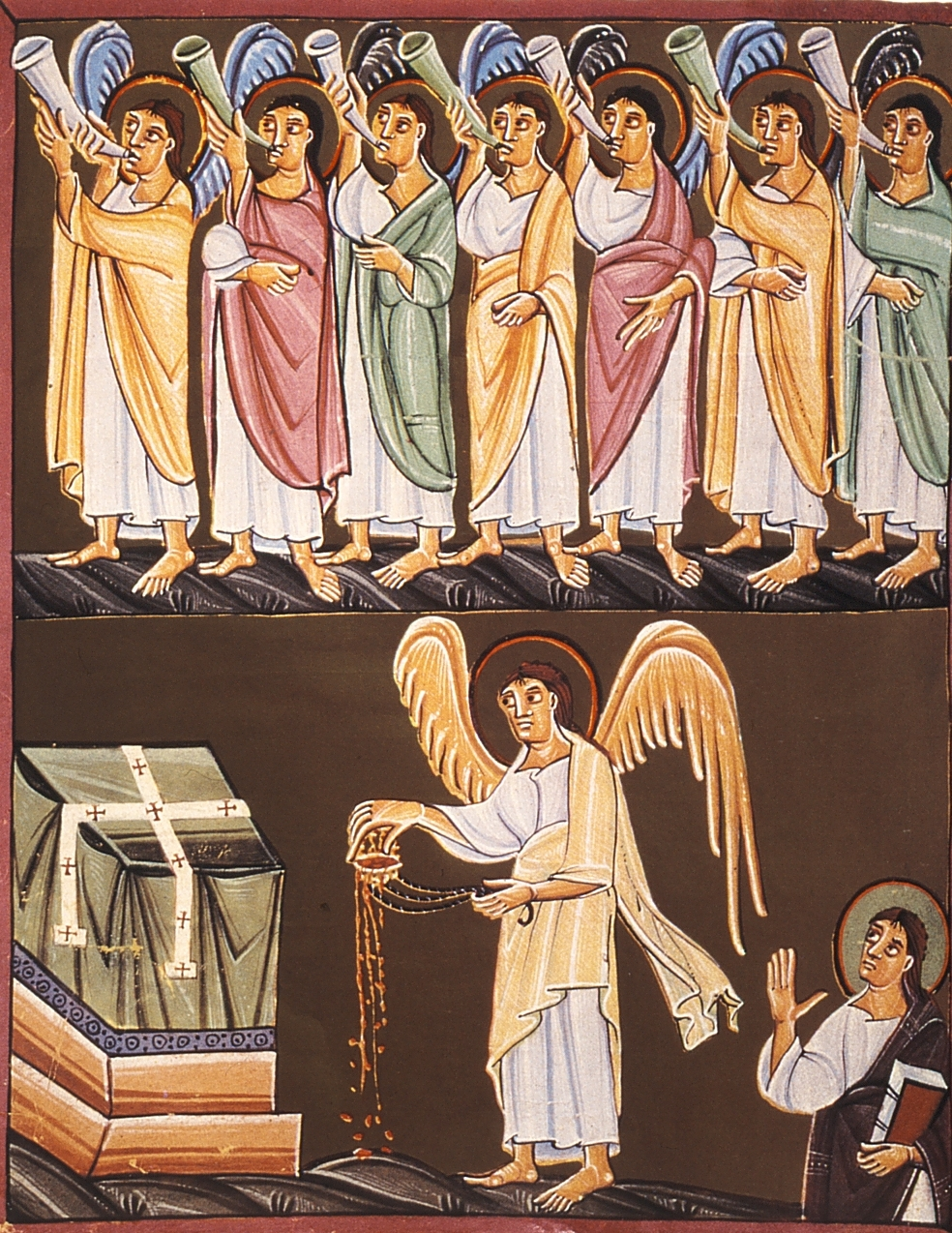
『バンベルクの黙示録』に描かれたラッパ吹きたち

黙示録のラッパ吹き（もくしろくのラッパふき）は、『ヨハネの黙示録』8〜9章に登場する災害の前触れとなる7つのラッパを吹く7人の天使達。
神の御前に立つ7人の天使達にラッパがそれぞれ与えられ、計7つのラッパが順々に吹かれる。それらのラッパの合図とともに、あらゆる災害が地上で起こる。
ここでいうラッパとは、ショファー(角笛)ではないかとされる。

## 第一のラッパ吹き
『ヨハネの黙示録』血の混じった雹と火が地上に降り注ぎ、地上の三分の一と木々の三分の一と、すべての青草が焼けてしまう。

## 第二のラッパ吹き
『ヨハネの黙示録』巨大な山のような火の固まりが海の中に落ち、海の三分の一が血に変わり、海の生き物の三分の一が死に、すべての船の三分の一が壊される。

## 第三のラッパ吹き
『ヨハネの黙示録』”苦よもぎ”という名の巨大な星がすべての川の三分の一とその水源の上に落ち、水の三分の一が苦くなって多くの人が死ぬ。

## 第四のラッパ吹き
『ヨハネの黙示録』太陽の三分の一、月の三分の一、空の星の三分の一が打たれ、その分だけ昼も夜も暗くなってしまう。

## 第五のラッパ吹き
『ヨハネの黙示録』1つの星が天から地に落ち、底知れぬ所まで通じる穴を開け、底知れぬ所の使（アバドン）を王としているイナゴ達が大きな煙とともに飛び出し、額に神の印のない人達を襲い、さそりにさされる時のような苦痛を五カ月間与える。

## 第六のラッパ吹き
『ヨハネの黙示録』ユーフラテス川のほとりにつながれている四人の御使が解き放たれる。彼らは人間の三分の一を殺すために解き放たれ、赤色、青色、橙色の胸当てを着けた二億人の騎兵隊が出陣し、彼らの乗り物の口から出る火と煙と硫黄で人間の三分の一が殺される。
二人の神の証人（預言者）が登場し、1260日（42ヶ月）の間預言をし、彼らに害を加えようとする者は、この二人の預言者の口から出る火によって滅ぼされる。またその期間何でも思うままにあらゆる災害を起こす力を持っている。
彼らが預言の期間を終えると底知れぬ所からのぼって来る獣（反キリスト）が彼らと戦って勝ち、彼らを殺す。彼らの死体は3日半エルサレムにて公衆の面前にさらされ、地に住む人々は彼らの死を喜び、互いに贈り物をし合う。3日半の後に神によって二人は蘇らされ、天から「ここに上ってきなさい」と言う大きな声によって雲に乗って天に帰る。彼らの敵はその光景を見る。その後に大きな地震が起こり、都の十分の一が倒れ、7千人が亡くなる。生き残った人々は、驚き恐れて天の神に栄光を帰す。

## 第七のラッパ吹き
『ヨハネの黙示録』底知れぬ所からのぼって来た獣（反キリスト）による世界支配、すなわち最終的な終末世界が訪れる。後に「7つの金の鉢」によって神の怒りによる災害がもたらされる。この終末世界において、反キリストによる世界統治は、メシアの天からの再臨によって終わる。メシア及びその勢力に対抗して反キリストおよびその勢力は、メシア率いる軍勢と戦い、そして敗北する。反キリスト（獣）と獣を拝ませた偽預言者は、共に生きたまま硫黄の燃える火の池に投げ込まれ、反キリストを神として選び、天の神を選ばなかったすべての人々は苦しみ悶えて死ぬことになる。